# Ciclos de semana negra en España

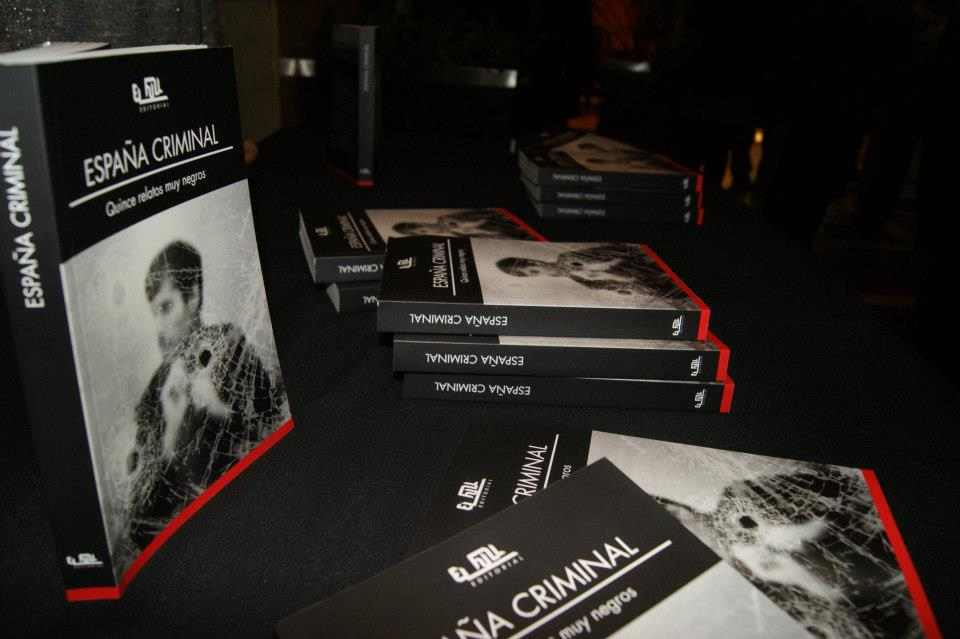
Una novela negra.

Los Ciclos de semana negra en España son una serie de Semanas Negras dedicadas al género negro tanto de literatura, cine, teatro y gastronomía en el panorama literario español, aquí se listan todas las conocidas y que se celebran en distintas ciudades y comunidades de España, ordenadas por orden alfabético.

## Alicante Noir
El Festival de Ficción Criminal de Alicante se desarrolla en el mes de septiembre desde año 2020.

## Aragón Negro
El Festival Aragón Negro, conocido popularmente como Aragón Negro es un festival literario nacido en el año 2014 gracias a la iniciativa del escritor y periodista Juan Bolea y que se celebra en toda la Comunidad de Aragón (España). Está patrocinado por Fundación Caja Rural de Aragón, Cafés Orús y el Ayuntamiento de Zaragoza, además de diversos patrocinadores privados. En la segunda edición incluye ciudades como Zaragoza, Huesca, Calatayud, Pina de Ebro y Valderrobres.
El festival cuenta con presentaciones y debates literarios con autores de primera fila, que se desarrollarán en el Teatro Principal y en el Salón de Actos de Bantierra. Además, el Teatro Principal programará una obra teatral adecuada al espíritu del ciclo.

## Aridane Criminal
Aridane Criminal es el nuevo Encuentro de novela negra y policiaca celebrado en Los Llanos de Aridane, La Palma en el mes de enero desde 2020. Entre las diversas actividades relacionadas con el género negro hay mucha literatura, pero también música y espacios para el debate. El festival fue fundado y dirigido en sus comienzos por el fallecido escritor Alexis Ravelo.
Aridane Criminal está financiado por la Viceconsejería de Cultura del Gobierno de Canarias, bajo la coordinación del Instituto Canario de Desarrollo Cultural.

Sus organizadores son el Área de Cultura del Ayuntamiento de Los Llanos de Aridane y el Cabildo Insular de La Palma. Casa África y la Cátedra Antonio Lozano de la Universidad de La Laguna también trabajan como colaboradores.

## Barcelona Negra
Barcelona Negra, más conocido como Bcnegra, es un encuentro literario nacido en el año 2005 de la mano del librero Paco Camarasa de la librería Negra y Criminal de Barcelona, que se celebra de forma ininterrumpida cada año entre los días 30 de enero y 8 de febrero.
El librero Paco Camarasa, fundador y propietario de la Librería Negra y Criminal de Barcelona comenzó en el año 2005, aprovechando que el Ayuntamiento de Barcelona celebraba el Año del Libro y dedicó varios actos a la memoria de Manuel Vázquez Montalbán. Esos encuentros fueron un éxito de público, animando al librero a proponer la organización de una semana dedicada al género negro. Bcnegra inició su primer encuentro en el año 2006.

## Blacklladolid
En 2021 arranca la primera edición de Blacklladolid, celebrada en el Castillo de Fuensaldaña la última semana de septiembre. Desde entonces, nace con vocación de hacer resonar el nombre de la provincia de Valladolid en toda España. Tras muchos meses de pandemia, tras demasiadas tragedias personales, la organización pensó que era el momento de apostar por un cóctel de cultura, ocio, promoción turística y participación para afrontar el futuro con nuevas ilusiones y nuevas esperanzas. 

Según sus fundadores, en un principio se pretendía organizar un festival en torno a la novela negra, pero tras estudiarlo más en profundidad se decidió dar un paso más y celebrar un certamen literario único en España donde los participantes sean los auténticos protagonistas y el público pueda disfrutar de la presencia de primeras espadas en el ámbito de la literatura junto a la música y la gastronomía.

## Bruma Negra
Los encuentros Bruma Negra / Lanbro Beltza de género negro es una cultura que genera complicidad... complicidad y amistad. Gracias a eso una pequeña villa marinera como Plencia recibe la visita de amigas y amigos, escritora y escritores y lectoras y lectores. No hay más secreto que hacer sentir a gusto a gente con una afición compartida en torno a la pequeña mesa del antiguo altillo de un caserío del siglo XVII como es Plentziako Kultur Etxea - Goñi Portal para que la apuesta por la cultura se convierta en lo que siempre debe ser, un encuentro generador de amistad. 
Sin el Ayuntamiento de esta Villa marinera que empezó con esta apuesta un lejano 1992 pero que ha apuesta también por esta singladura anual no sería posible.

## Cartagena Negra
Cartagena Negra es un festival de novela negra que se celebra la primera semana del mes de septiembre del año correspondiente, en la ciudad de Cartagena.

## Castellón Negro
El festival Castellón Negro nació en el año 2010 de la mano de un colectivo de escritores, cineastas y artistas plásticos que querían crear un nuevo escenario para el desarrollo cultural, rindiendo homenaje a autores clásicos y contemporáneos.
Los espacios escénicos municipales e institucionales emplazan cada año numerosas actividades de diversa índole, como talleres temáticos, conferencias, exposiciones, proyecciones, maratones cinematográficos, presentaciones de obras, concursos literarios, charlas y coloquios o incluso muestras de atrezo cinematográfico.

## Collbató Negre
Collbató Negre, es un evento cultural relacionado con el género negro que se celebrará entre los días 28 de marzo y el 6 de abril del año en curso en el municipio de Collbató.

## Congreso de Novela y Cine Negro de Salamanca
El Congreso de Novela y Cine Negro es una iniciativa de los profesores de la Facultad de Filología de la Universidad de Salamanca Àlex Martín Escribà y Javier Sánchez Zapatero. Comenzó en el año 2005 y desde entonces, con una periodicidad anual, en el mes de mayo, ha ido sumando ediciones en las que se ha contado con profesores e investigadores de universidades nacionales y extranjeras, escritores, cineastas y todo de tipo de representantes del ámbito de la ficción criminal.

## Cubelles Noir
Cubelles Noir  es el  festival de novela negra del Garraf que sirve de plataforma para acercar a escritores de proximidad y aficionados al género negro.
Inició su primer Festival en 2015 gracias a un grupo de escritores, lectores y artistas aficionados al género negro. Hoy es uno de los festivales más esperados de agosto con personalidad propia.
Charlie Black es su mascota que acerca a los más pequeños, no tan pequeños y traviesos.

## Festival Gata Negra
Moraleja y Sierra de Gata se convierten en la referencia cultural de Extremadura y de España en los meses veraniegos con la edición del festival de novela Gata Negra desde su estreno en 2020.

## Gaditanoir
En marzo de 2024 se anunció el nacimiento de un nuevo festival de novela negra, que bajo el nombre Gaditanoir va a desarrollarse en Cádiz del 7 al 10 de noviembre del mismo, en la Casa de Iberoamérica. Creado a iniciativa de Kaizen Editores y con la colaboración del Ayuntamiento de Cádiz. Su primer comisario es el autor gaditano Alberto Puyana.

## Getafe Negro
Getafe Negro es un festival de novela policíaca de la Comunidad de Madrid creado a iniciativa del escritor Lorenzo Silva, como comisario del evento, y David Barba como coordinador de la programación literaria, cuya primera edición fue en octubre de 2008.
El encuentro de escritores de novela negra Getafe Negro se ha consolidado como un referente de la novela policíaca en España.

## Guadalajara en Negro
Desde el año 2017 se realiza el ciclo de novela negra ‘Guadalajara, en negro’, una actividad más de la programación cultural del Ayuntamiento de Guadalajara (España) durante el mes de junio.

## Granada Noir
Granada Noir, es el primer festival dedicado al género negro en la comunidad de Andalucía España.

## (H)ilbeltza
(H)ilbeltza, la Semana de Novela Negra Vasca es una actividad cultural de promoción de la novela negra en euskera, que desde 2015 se celebra cada año en Baztan (Alta Navarra) siempre de invierno, en el mes de enero. A lo largo de una semana, los organizadores ofrecen diversas expresiones culturales relacionadas con la novela negra: conversaciones, mesas redondas, presentaciones, teatro, cine, música, juegos y más.

## La Gamba Negra
La Gamba Negra son unas jornadas de novela negra que se desarrollan en Huelva durante el mes marzo y que han nacido en 2024 con la idea de ir creciendo progresivamente. 

## Las Casas Ahorcadas de Cuenca
El Festival Las Casas Ahorcadas de novela criminal se desarrolla en la ciudad de Cuenca (España) durante el mes de mayo, desde su inauguración en 2013. Organizado por el club de lectura de Las Casas Ahorcadas –elegido mejor club de lectura de Castilla-La Mancha en 2016–, pasa por diferentes lugares de la capital conquense y aglutina a un sinfín de escritores muy reconocidos en este género.

## Lloret Negre
Lloret Negre es un festival literario que se convoca en la ciudad de Lloret de Mar, donde se fusionan diferentes ámbitos de la cultura como son los thrillers o los problemas sociales, con la historia de la ciudad. Se convoca en la provincia de Gerona y su ámbito abarca toda la Costa Brava.

## Mancha Negra
El festival negro policial ManchaNegra se consolida poco a poco desde 2020 como un nuevo referente de la literatura del género dentro del panorama nacional. Las actividades se amplían cada año extendiendo sus tentáculos a todas las áreas imaginables que puedan estimular tanto a los apasionados lectores como a cualquier aficionado al cine y a la literatura en general. Se celebra en Ciudad Real en el mes de mayo.

## Mairena Black
El alcalde de Mairena del Aljarafe y diputado provincial, Antonio Conde, acompañado por la concejala municipal de Cultura, Blanca de Pablos, y el escritor Salvador Gutiérrez, presentaron en 2023, en la Casa de la Provincia de la Diputación de Sevilla, ‘Mairena Black’, el primer festival de novela negra de Sevilla, al que acuden algunos de los más relevantes autores del género durante el mes de febrero.

Mairena Black nace con la intención de perdurar en el tiempo y encontrar su propio lugar en el calendario “negro” español, a través de una programación variada, participativa y original. Una propuesta dinámica, contemporánea y participativa, que viene a cubrir una demanda cultural de la ciudad, en clave de género.

## Mayo Negro
Mayo Negro es la cita con el género negro y policiaco celebrado en Alicante en el mes de mayo. A lo largo de las diferentes ediciones de Mayo Negro (15 en los últimos 18 años porque un año se paró y dos los pospuso el covid) han pasado unos 75 autores, los que en cada momento eran destacados en el género negro en literatura, y también en cine.

## Morella Negra com la Trufa
Morella Negra es un festival un festival gastro-literario en la capital de la comarca de Els Ports se desarrolla desde 2015 en la localidad castellonense de Morella en el mes de febrero. Es característica propia, además de las varias firmas de libros, las degustaciones de pinchos de trufa negra; este es un festival para saborear con los cinco sentidos. De hecho por este motivo se denomina: ¨Morella negra como la trufa¨.

## Novembre Negre
Novembre Negre es una muestra de género negro que nace en 2010 en Sagunto y se celebra durante el mes de noviembre. Su gran apuesta es el cine negro y criminal y su bandera el Festival de cortometrajes Novembre Negre. También cuenta con una amplia sección de actividades: literatura, teatro, concursos...

## Pamplona Negra
Pamplona Negra, es un ciclo que une la literatura, el cine, la música, la gastronomía y la investigación policial relacionada con el género negro y que se celebra cada mes de enero desde 2015 en el Palacio de Congresos Baluarte de Pamplona.

## Rioja Noir
El Festival de literatura negra, policíaca y de suspense de La Rioja (España) nació de una idea en la que están volcadas las ilusiones, esfuerzo y trabajo de varias personas y de la administración local. Surgió con el objetivo de que lectores y autores se conozcan, que en vez de que los pueblos se acerquen a la literatura, debe ocurrir lo contrario, la literatura se desplace a las zonas rurales.
Una de las claves del éxito de Rioja Noir, creado en 2022, es su vocación por descentralizar la oferta cultural de la capital y llevarla a los municipios. Se celebra en mayo en Santo Domingo de la Calzada como punto de referencia. 

## Sant Boi Negre
Desde 2022 durante tres días de marzo, en la localidad de San Baudilio de Llobregat, se realizan una serie de mesas de tertulias, presentaciones literarias y obras de teatro, llevado a cabo todo en tres de los espacios de la localidad donde el Sant Boi Negre aprovecha para que todos puedan conocerlos y disfrutarlos: Las Termas Romanas, la Biblioteca Jordi Rubió i Balaguer y el Casal cultural Cal Ninyo.

## Semana Negra de Gijón
La Semana Negra de Gijón es un festival literario nacido en 1988 gracias a la iniciativa del escritor Paco Ignacio Taibo II y que se celebra en Gijón, Principado de Asturias (España). Está organizado por la Asociación Cultural Semana Negra y cuenta con subvenciones del ayuntamiento de la ciudad y del gobierno del Principado, además de diversos patrocinadores privados. Comenzó dedicado exclusivamente a la novela negra, pero se ha ido ampliando a la ciencia ficción, la fantasía y la novela histórica. Incluye actos culturales y diversos eventos lúdicos como conciertos, terrazas de bares, mercadillos, atracciones, etc.

## Tenerife Noir
El Festival Atlántico del Género Negro, más conocido como Tenerife Noir, es un festival multidisciplinar nacido en 2016 en la isla de Tenerife, convirtiéndose desde su primera edición en el referente regional del género negro. Su vocación atlántica y las históricas relaciones de Canarias con América - Europa y África, lo convierte es un espacio de confluencias tricontinental. Cuatro son los ejes que marcan la programación: el eje cultural (con medio centenar de escritores y especialistas que asisten en cada edición); el eje educativo (con el trabajo de una situación de aprendizaje específica para los centro docentes de las islas); el eje académico (a través de la creación del Seminario Tenerife Noir de Investigación en el Género Negro) y el eje social (con el trabajo de talleres y desarrollo de encuentros de escritores con el alumnado del Centro Penitenciario Tenerife II y Proyecto Hombre Canarias).

## Tiana Negra
Tiana negra es el primer festival de novela negra catalana. Se creó en 2013 por iniciativa del periodista y escritor Sebastià Bennassar y la entonces alcaldesa de Tiana Esther Pujol, y nacía con el objetivo de prestigiar la literatura negra que se hace en nuestra lengua y darle un espacio donde se pudiera debatir sobre el género. Once años después, el festival es un referente en el ámbito literario catalán, y da el pistoletazo de salida al año literario en Cataluña justo antes de la BCNegra. En estos años el festival se ha convertido en una cita indispensable del género y ha abierto la puerta a numerosos festivales de novela negra que se han ido creando en Cataluña. 

En todo ese tiempo por Tiana han pasado cerca de 500 autores de literatura. Durante este tiempo, el festival también se ha consolidado y ha crecido en número de asistentes con una media de 1.000 asistentes cada año. El Tiana Negra siempre se celebra el tercer fin de semana de enero en la Sala Albéniz del Casal de Tiana, pero con los años ha crecido en escenarios y días. 

## Valencia Negra
Valencia Negra es un festival literario nacido en 2013 como lugar de encuentro donde tienen cabida la literatura, el cine, la fotografía, la música, las artes escénicas y, en general, todas aquellas manifestaciones culturales relacionadas con el género negro. Con este festival Valencia se suma a la lista de los grandes eventos relacionados con la novela negra en España.

## Villanoir
Villanoir es un festival de novela negra que se celebra la primera semana del mes de marzo del año correspondiente, en la localidad de Villanúa.

## Vitoria-NeGrasteiz
El Festival Internacional de Novela Negra y Policiaca de Vitoria-Gasteiz es un festival de novela negra, policial y thriller  que se celebra en el mes de octubre de cada año, en la localidad de Vitoria. El Festival, financiado por el Ayuntamiento de Vitoria-Gasteiz, la Diputación Foral de Álava, el Gobierno Vasco y la Fundación Vital (además de por patrocinios privados), es un referente actual en el País Vasco y trata de situarse entre los más relevantes del norte de España. En su primera edición de 2023 contó con un padrino de excepción: Juan Gómez Jurado. En su segunda edición en 2024 lo fueron los autores  Leonardo Padura, premio Princesa de Asturias de las Letras y César Pérez Gellida premio Nadal.

Esta Semana Negra o Festival del género policiaco, nace desde su creación con el firme propósito de unificar la literatura con los actos populares incluyendo para ello la gastronomía, la animación callejera, la música, las actividades en las bibliotecas, los concursos de relatos y microrrelatos y demás actividades complementarias. La idea por parte de sus fundadores siempre ha sido crear un evento popular y participativo para la ciudadanía.

Website del festival